# Vitögd sydhake
Vitögd sydhake (Pachycephalopsis poliosoma) är en fågel i familjen australhakar inom ordningen tättingar.

## Utseende och läte
Vitögd sydhake är en medelstor tätting. Fjäderdräkten är sotgrå, ljusare på buken och mörkare i ansiktet och på vingarna. Noterbart är det ljusa ögat som gett arten dess namn och vit strupe som kontrasterar mot det mörkare ansiktet. Fåglar på Huonhalvön har dock grå strupe. Lätet består av en ljudlig stigande vissling, "wit!". Även en stigande serie toner kan höras, först visslande och därefter raspigare och accelererande.

## Utbredning och systematik
Vitögd sydhake är endemisk för Nya Guinea. Den delas in i sju underarter:
- Pachycephalopsis poliosoma idenburgi – förekommer på norrsluttningarna av de centrala bergskedjorna på norra Nya Guinea.
- Pachycephalopsis poliosoma hypopolia – förekommer i bergsområden på Huonhalvön på nordöstra Nya Guinea.
- Pachycephalopsis poliosoma albigularis – förekommer i Weyland- och Victor Emanuelbergen på Nya Guinea.
- Pachycephalopsis poliosoma balim – förekommer i centrala delen av Nya Guinea i Beles och Balims floddalar.
- Pachycephalopsis poliosoma approximans – förekommer i centrala delarna av Nya Guinea, på de södra sluttningarna av Snowbergen.
- Pachycephalopsis poliosoma hunsteini – förekommer i bergsområden längs övre Sepikfloden på Nya Guinea
- Pachycephalopsis poliosoma poliosoma – förekommer i Herzogbergen och andra bergsområden på sydöstra Nya Guinea.

Underarterna albigularis och balim inkluderas ofta i approximans, och idenburgi i hunsteini.

## Levnadssätt
Vitögd sydhake hittas i undervegetation i bergsskogar på medelhög höjd. Där ses den sitta på låga grenar, snärtande med stjärten och avspanande marken efter insekter att fånga.

## Status och hot
Arten har ett stort utbredningsområde, men tros minska i antal, dock inte tillräckligt kraftigt för att den ska betraktas som hotad. Internationella naturvårdsunionen IUCN listar arten som livskraftig (LC).